# Hadena literata
Hadena literata là một loài bướm đêm trong họ Noctuidae.